# Spilosoma dohertyi
Spilosoma dohertyi är en fjärilsart som beskrevs av Rothschild 1910. Spilosoma dohertyi ingår i släktet Spilosoma och familjen björnspinnare. Inga underarter finns listade i Catalogue of Life.